# Deutscher Gemeinschafts-Diakonieverband

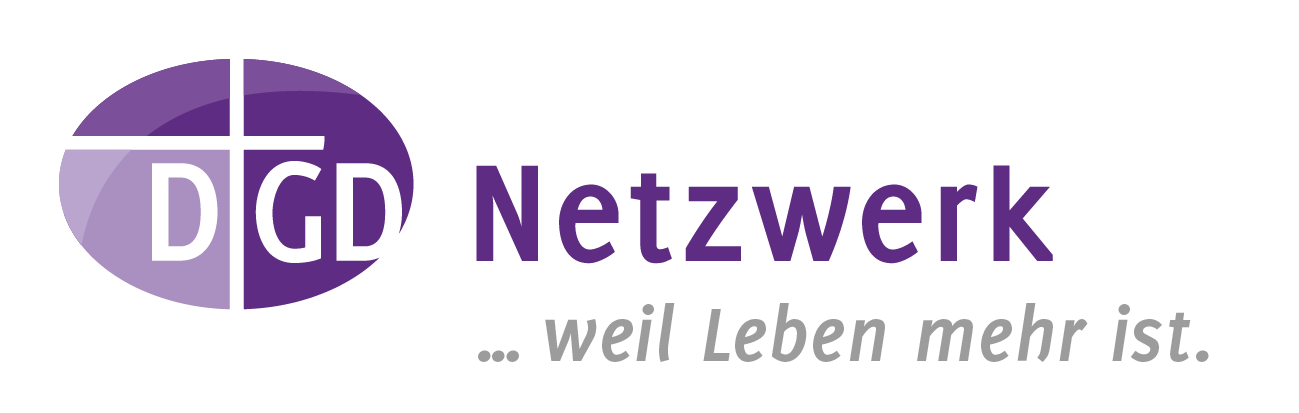
DGD-Wort-Bild-Marke

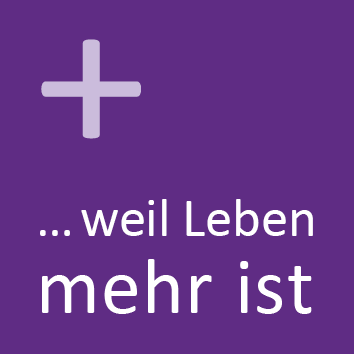
Claimbox: Weil Leben mehr ist.

Der Deutsche Gemeinschafts-Diakonieverband (DGD) mit Sitz in Marburg ist ein Netzwerk diakonisch-missionarischer Einrichtungen. In über 100 Einrichtungen in den Bereichen Bildung, Gesundheit und Pflege, Medien und Mission, Gäste- und Tagungshäusern, Lebensgemeinschaften, Lebensparks, Gemeindearbeit und Dienstleistungen, engagieren sich seit 125 Jahren Menschen für Gott und seine Menschen. 
Mit über 5.000 Mitarbeitenden ist das DGD-Netzwerk einer der großen diakonischen Arbeitgeber im Diakonischen Werk der evangelischen Kirche und Mitglied im Evangelischen Gnadauer Gemeinschaftsverband. Hier bieten sich für engagierte Menschen vielfältige Möglichkeiten, ihre Vision zu leben und ein breites Spektrum attraktiver Arbeitsplätze. Es bestehen enge Verbindungen zur AEM Arbeitsgemeinschaft Evangelikaler Missionen.
Das Motto „Weil Leben mehr ist“ spiegelt den zentralen Ansatz des DGD wieder: das Leben als Gottes Geschenk in seiner Vielfalt und Einzigartigkeit zu schätzen und Gott und seinen Menschen ganzheitlich zu dienen.

## Aufgaben und Bereiche
Der DGD ist in vielfältigen Bereichen aktiv:
- Gesundheit und Pflege: Mit einem Netzwerk an Kliniken, Senioren- und Pflegeeinrichtungen bietet die DGD-Stiftung medizinische und pflegerische Versorgung, bei der der Mensch als Ganzes im Mittelpunkt stehen soll.
- Bildung und Ausbildung: Bildung ist ein zentraler Bestandteil im DGD-Netzwerk, mit Angeboten von der schulischen und beruflichen Ausbildung bis hin zum theologischen Studium (Evangelische Hochschule Tabor, Marburg).
- Lebensparks und Lebensgemeinschaften: Das DGD-Netzwerk bietet Menschen in seinen 6 nationalen und 4 internationalen Diakonissenhäusern und 6 Lebensparks die Möglichkeit zusammenzuleben und sich diakonisch und missionarisch zu engagieren, weil sie dieselbe Vision teilen.[2]
- Gäste- und Tagungshäuser: Die ca. 10 Gästehäuser schaffen Orte für Gemeinschaft, Erholung und geistliche Angebote.
- Medien und Mission: Die Verbreitung des Evangeliums erfolgt durch Verlage wie den Francke-Verlag und Brunnen-Verlag sowie die Marburger Medien und die Marburger Mission.
- Gemeindearbeit: Christliche Glaubensüberzeugung, diakonisches Engagement und Evangelisation gehören für den DGD zusammen. In Gemeinden, Gemeinschaften oder geistlichen Zentren finden Menschen Orte, an denen sie ihre Beziehung zu Gott vertiefen und in einer liebevollen und inspirierenden Umgebung ihren Glauben leben können.

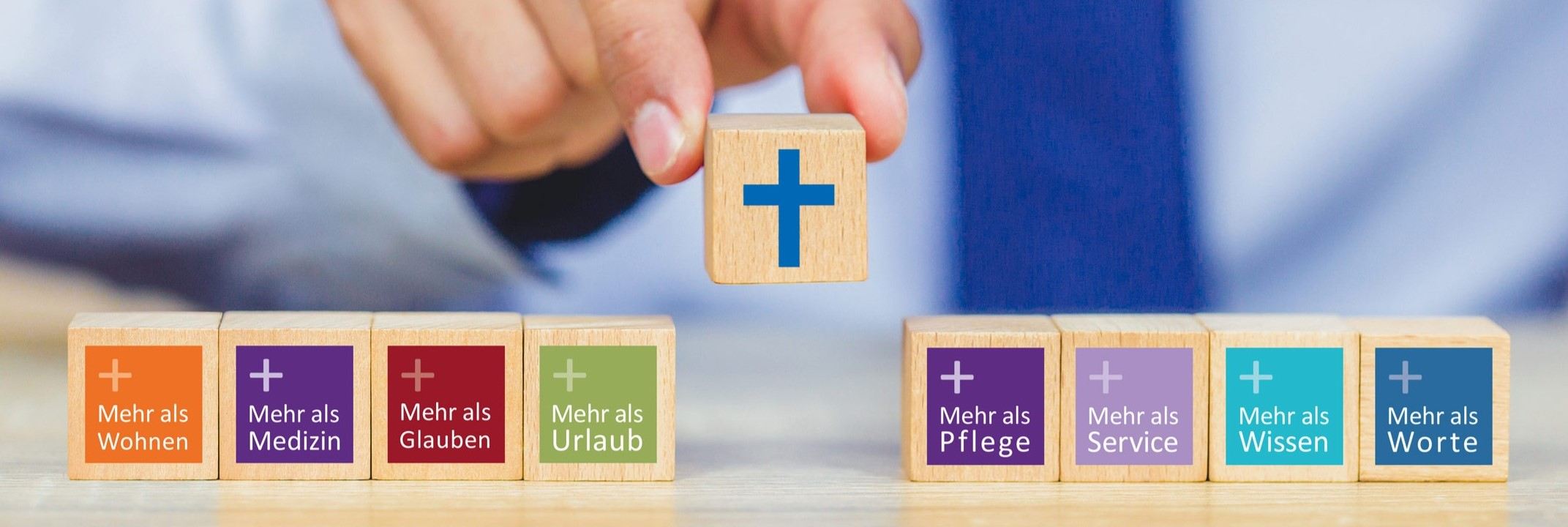
DGD-Netzwerk: Ein PLUS das uns verbindet

## Geschichte
Die Ursprünge des Verbandes liegen in der Gründung eines Gemeinschafts-Schwesterhauses im ostpreußischen Borken am 20. Oktober 1899 durch Pfarrer Carl Ferdinand Blazejewski. Nachdem er bereits am 24. Mai 1900 starb, holte Pfarrer Theophil Krawielitzki die junge Schwesternschaft an seine Pfarrstelle ins westpreußische Vandsburg (heute: Więcbork) und ließ ein Mutterhaus für sie errichten. Es war das erste Diakonissen-Mutterhaus der evangelischen Gemeinschaftsbewegung. Nach der Gründung von weiteren Diakonissen-Mutterhäusern 1908 in Marburg („Hebron“), 1909 in Gunzenhausen („Hensoltshöhe“) und 1921 in Elbingerode formierte man sich 1922 rechtlich als Deutscher Gemeinschafts-Diakonieverband mit Sitz in Marburg. 1932 wurde ein weiteres Diakonissen-Mutterhaus in Lachen gegründet und 1945 das Diakonissen-Mutterhaus Bleibergquelle in Velbert, damals noch unter dem Namen „Neuvandsburg-West“.
Im November 2012 wurde die DGD-Stiftung gegründet, die Aufgaben des Gesellschafters der DGD-GmbH Krankenhausbetriebe und der Diakonie-Krankenhaus Harz GmbH übernahm. 2016 übernahm Pfarrer Joachim Drechsel den Vorsitz des Vorstandes, nach seiner Pensionierung führten seit 2020 Claudia Fremder und Hubertus Jaeger diese Arbeit fort.
2021 wurde Frieder Trommer Vorstandsvorsitzender des DGD e. V.
Gegründet im Kontext der „Erweckungsbewegung“, vereint der Verband Glaubensgemeinschaften, diakonische Dienste und missionarisches Engagement.

## Zeit des Nationalsozialismus
Die politische und kirchenpolitische Haltung des DGD in der Zeit des Nationalsozialismus und des Kirchenkampfes ist umstritten. Anfang 1935 löste der damalige Direktor, Pfarrer Theophil Krawielitzki, die Mitgliedschaft des DGD im Gnadauer Gemeinschaftsverband. Erst im März 1946 trat der DGD, vertreten durch den Nachfolger Krawielitzkis, Pfarrer Arno Haun, nach der Abgabe eines Schuldbekenntnisses, wieder dem Gnadauer Verband bei.

## Vorstand
Die Leitung des DGD e. V. setzt sich aus diesem Vorstand zusammen:
- Frieder Trommer (Vorstandsvorsitzender)
- Diakonisse Iris Daut (stellvertretende Vorstandsvorsitzende)
- Diakonisse Astrid Duske
- Johannes Bormuth
- Reinhard Steeger

## Mitgliedsorganisationen
- Diakonissen-Mutterhäuser in Elbingerode, Gunzenhausen (Stiftung Hensoltshöhe), Lachen, Lemförde, Marburg-Wehrda („Hebron“) und Velbert
- Schwesterngemeinschaft der Stiftung Ländli, Oberägeri, Schweiz
- Fellowship Deaconry, Liberty Corner/New Jersey, USA
- Gemeenschap van Zendings-Diaconessen, Amerongen, Niederlande
- Irmandade Evangelica Betania, Curitiba, Brasilien
- Klinik Hohe Mark, Oberursel
- Fachklinik Haus Immanuel, Thurnau-Hutschdorf
- Fellowship Deaconry Motherhouse Bethel, Kōbe, Japan
- Communaute des Diaconesses, Rubengera, Ruanda
- Stiftung Studien- und Lebensgemeinschaft Tabor als Trägerin der Evangelischen Hochschule Tabor, Marburg
- mbs Bibelseminar, Marburg
- Stiftung Marburger Medien (früher: Marburger Blättermission)
- Stiftung Marburger Mission
- Gemeinschafts-Diakonieverband Berlin, Elbingeröder, Hensoltshöher, Hessischer, Ohofer, Westdeutscher und Südwestdeutscher Gemeinschaftsverband. Alle sieben zusammengeschlossen im Bund evangelischer Gemeinschaften
- Verlag der Francke-Buchhandlung in Marburg, seit 1934 benannt nach August Hermann Francke sowie acht Francke-Buchhandlungen